# Athenry
Where once we watched the small free birds fly.

Our love was on the wing we had dreams and songs to sing

It's so lonely 'round the Fields of Athenry.»
(The Fields of Athenry)
Athenry (pronuncia /æθənˈraɪ/, Baile Átha an Rí /bal´ɑːˈriː/; Passo dei Re in irlandese) è una cittadina della contea di Galway, in Irlanda. È situata 25 km ad est di Galway. Tra i luoghi d'interesse della località spicca un suggestivo castello. È inoltre famosa per la canzone The Fields of Athenry. 

## Toponomastica
Il nome del centro deriva dal gaelico Átha an Rí, che significa passo dei Re: poco ad est dell'abitato, infatti, c'era un guado (Ath) che attraversava il fiume Clare, il quale era il punto di confine di tre regni antichi (Ri vuol dire "re"), ovvero Hy-Many, Aidhne e Maigh Seola. In alcune mappe medievali, del resto, il villaggio era chiamato Kingstown.

## Storia
Il villaggio ricevette il charter di riconoscimento nel 1235 e il Castello di Athenry fu costruito lo stesso anno, mentre nel 1241 fu fondata l'abbazia domenicana, che ebbe importanza rilevante e divenne un'università dopo un saccheggio delle forze armate di Oliver Cromwell. Entrambi gli edifici sono oggi monumenti nazionali.
Il centro è conosciuta per delle aspre battaglie combattute nei dintorni, la Prima Battaglia di Athenry (1241) e la Seconda Battaglia di Athenry (1316). Nel XVI secolo fu, invece, messa a sacco dalle forze di Red Hugh O'Donnell, che distrussero le mura erette nel XIV secolo e ridussero quello che era il centro principale del Connacht in un villaggio remoto e retrogrado che non si sarebbe più ripreso fino al XXI secolo.

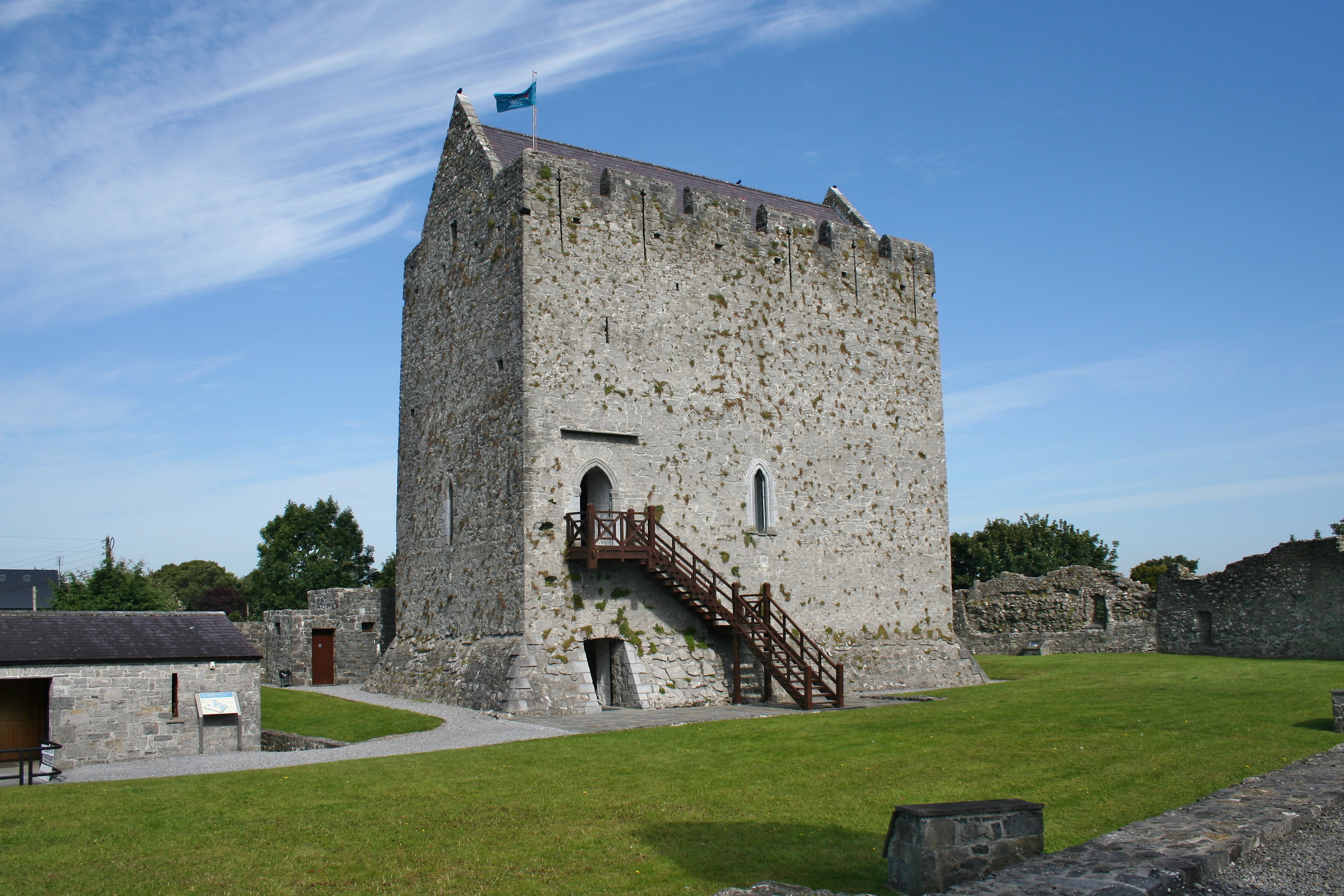
Castello
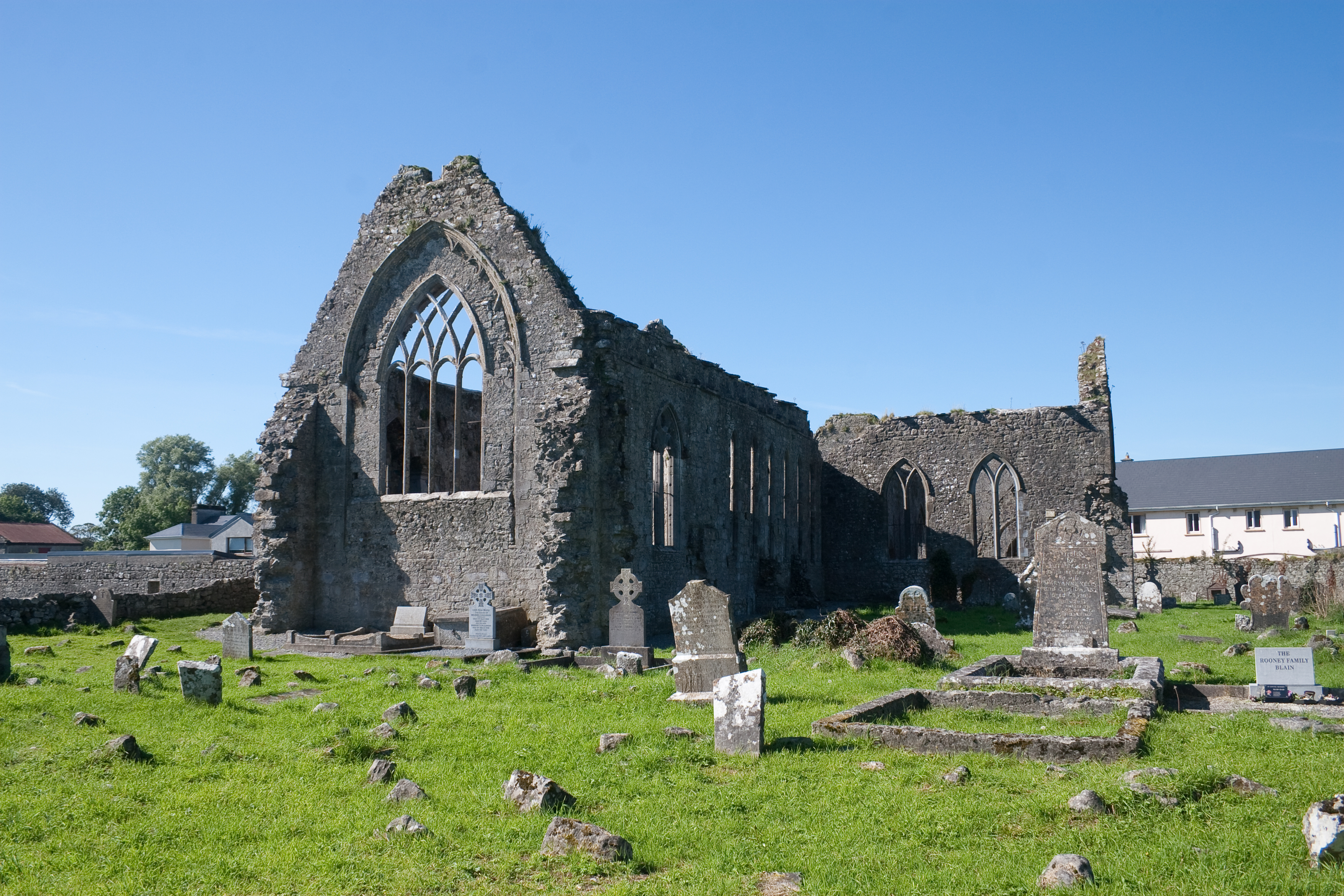
Athenry Priory
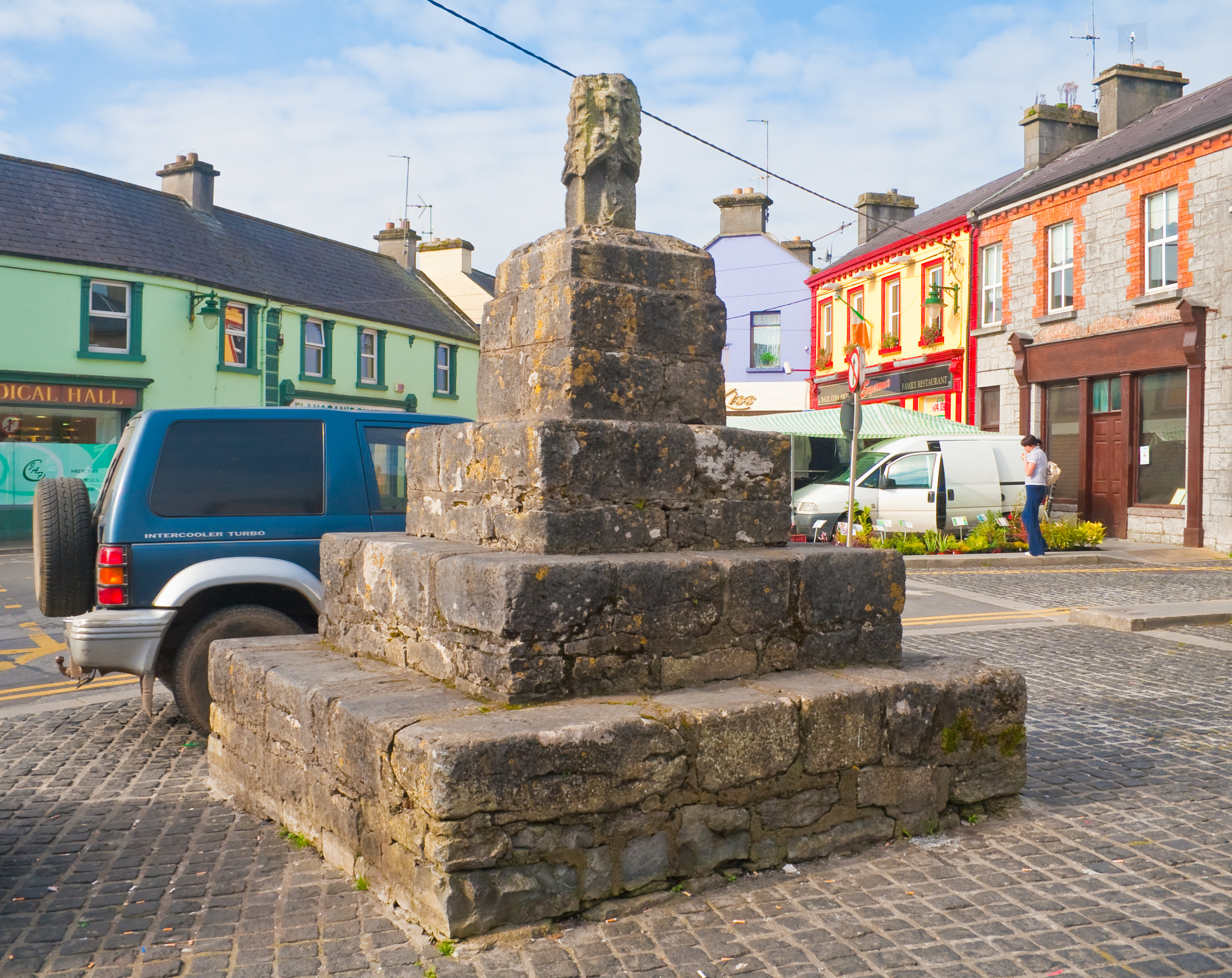
Market Cross
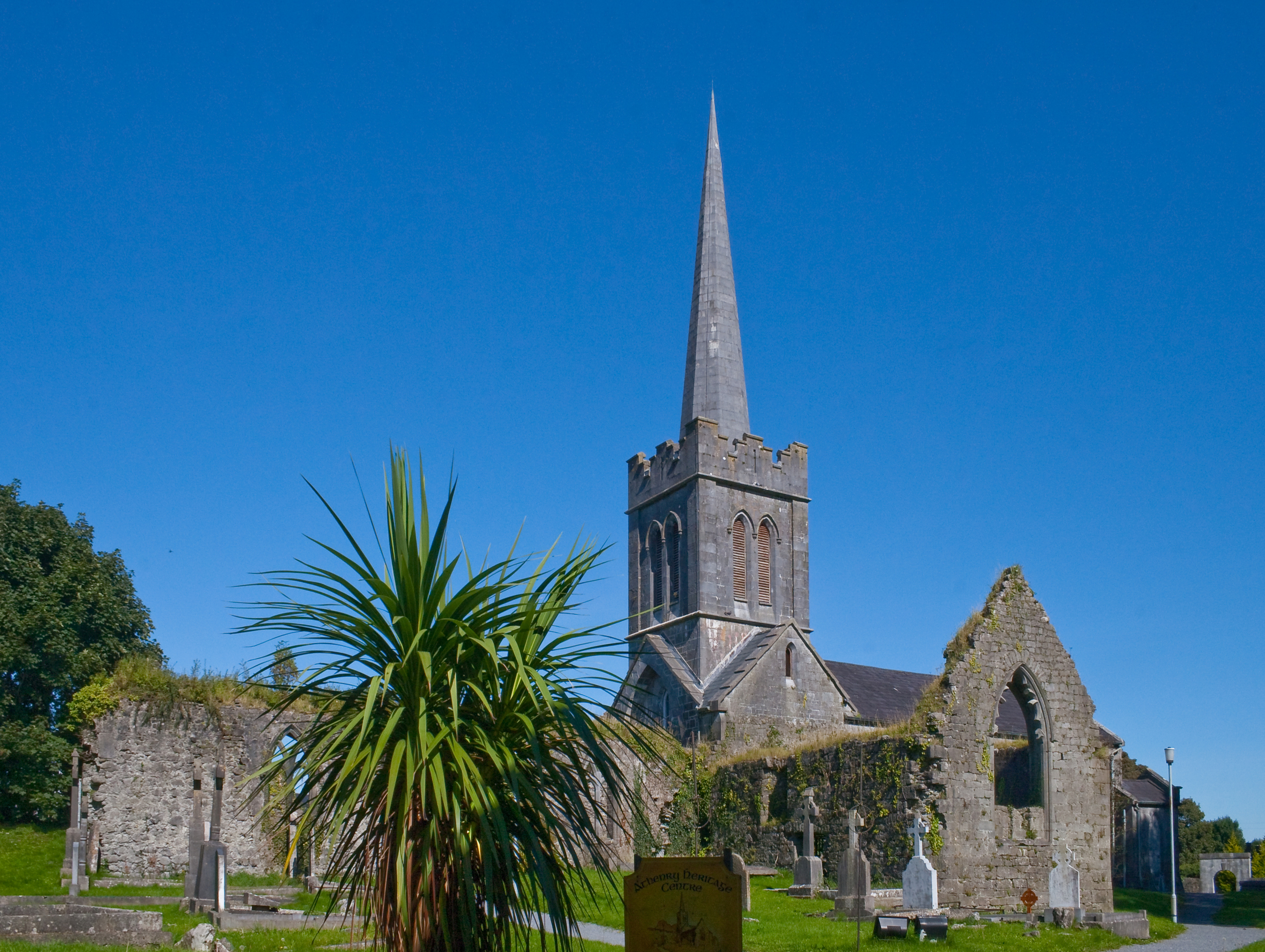
Santa Maria

## Infrastrutture e trasporti
Athenry ha una stazione che è situata sulla linea ferroviaria primaria nazionale Dublino-Galway, più precisamente si trova sul ramo Galway-Mullingar, alla congiunzione con la vecchia ferrovia tra Sligo e Limerick, oggi in disuso. Si stanno facendo numerosi progetti per riaprire il vecchio tragitto occidentale (West on Track), con l'apertura di un tratto Athenry-Ennis prevista per il 2008 e del tratto Athenry-Tuam per il 2011.

## Cultura e sport
Il villaggio è oggi conosciuto in Irlanda e altrove grazie alla canzone The Fields of Athenry ("I campi di Athenry"), che narra la storia di un abitante della zona trasportato in un penitenziario australiano dopo essere stato incarcerato per aver rubato in un campo del cibo per la sua famiglia, costretta alla fame dalla Grande Carestia. Questa canzone è spesso intonata dai sostenitori della squadra nazionale irlandese di rugby union (o rugby XV) per incitare i giocatori o per celebrarne le vittorie. La canzone non va tuttavia confusa con l'inno del rugby irlandese "Ireland's call" (La chiamata dell'Irlanda), eseguito in occasione delle partite internazionali dell'Irlanda prima dell'incontro.
Athenry ha da molto tempo club sportivi di una certa notorietà. È del villaggio una squadra di hurling, la St.Mary's G.A.A., vincitrice di numerosi All-Ireland.
Anche l'atletica è molto praticata, e l'Athenry AC ha avuto un settore giovanile di tutto rispetto, affiancato dal 2002 da un gruppo senior.
È di Athenry è uno dei club di calcio più noti della contea di Galway, l'Athenry Soccer Club, che nel 2006 ha raggiunto la finale giovanile della FAI Cup, la più prestigiosa del settore in ambito nazionale. Nel 2007 il club è diventato anche campione della contea per la prima volta.